# Kaltes Blut – Julia Durant ermittelt
Kaltes Blut – Julia Durant ermittelt ist ein deutscher Fernsehfilm von Nicolai Rohde aus dem Jahr 2019. Es handelt sich um den zweiten Film der Kriminalfilmreihe Julia Durant ermittelt, die wiederum auf der Julia Durant-Kriminalromanreihe des Schriftstellers Andreas Franz basiert.
Die Erstausstrahlung erfolgte am 13. Oktober 2019 auf Sat.1 emotions im Pay-TV, einen Tag später auf Sat.1 im Free-TV.

## Handlung
Der Film handelt von der Kriminalhauptkommissarin Julia Durant und ihrem Team, bestehend aus den Kriminalkommissaren Markus Schulz und Felix Dombrowski sowie Rechtsmedizinerin Elif Kaymaz, die Ermittlungen im Dorf Okriftel, in der Nähe von Frankfurt am Main, führen.
In dem eher konservativen Dorf verschwinden nacheinander die zwei Schülerinnen Kerstin Grumack und Selina Kautz. Beide sind 16 Jahre alt, haben Probleme mit ihren Eltern und sind deshalb in Therapie auf dem Reiterhof Herzland. Bei den Ermittlungen stellt sich heraus, dass Selina Kautz eine Affäre mit ihrer verheirateten Reitlehrerin Sonja Kaufmann hat. Kerstin Grumack hat ebenfalls eine geheime Beziehung; sie ist mit einem deutlich älteren, ebenfalls verheirateten Mann liiert. Kurze Zeit später wird in einem nahegelegenen See Kautz’ Leiche gefunden.

## Produktion
Produziert wurde der Krimi-Thriller von Andreas Bareiss und Sabine de Mardt durch die Gaumont GmbH unter der Beteiligung von Sat.1 (Redaktion: Patrick Noel Simon). Für das Casting war Mai Seck zuständig.
Das Drehbuch von Andreas Bareiss, Kai-Uwe Hasenheit und Christian Pasquariello basiert auf dem Kriminalroman Kaltes Blut des deutschen Schriftstellers Andreas Franz. Der Roman stellt den sechsten Band der Julia-Durant-Reihe dar und erschien erstmals 2003 beim Verlag Knaur.
Die Dreharbeiten unter der Regie von Nicolai Rohde fanden zusammen mit den Dreharbeiten des dritten Films Mörderische Tage vom 28. Mai bis zum 25. Juli 2019 hauptsächlich in Frankfurt am Main und Umgebung statt. Während Anja Niehaus für das Kostüm zuständig war, zeichnete Holger Sebastian Müller für das Szenenbild verantwortlich. Federführend für die Maske war Andrea Hasenstab, Henner Besuch fungierte als Kameramann, Thomas Stange war für den Schnitt und Thomas Klemm für die Musik zuständig.

## Rezeption

### Kritik
Markus Schu schrieb im Weser-Kurier, dass der Film Krimi-Unterhaltung auf hohem Niveau biete. Zwar kritisiert er, dass zu viele Themen wie Entführungen, Morde, Affären und Pädophilie für einen ca. 90-minütigen Spielfilm in der Geschichte eingebaut seien. „Denn man kann sich kaum des Eindrucks erwehren, dass das Krimi-Drama erzählerisch zu sehr mäandert.“ Ein klarer Fokus hätte der Geschichte gutgetan, so Schu. In formaler Hinsicht jedoch steche der Film aus dem „audiovisuell eher biederen Fernseh-Einheitsbrei“ hervor. Die erzählerischen Schwächen werden durch geschickte Musikuntermalung, perfekte Schnitte, pointiert gesetzte Zeitlupen und eine hervorragende Bildgestaltung kompensiert. Vor allem in ästhetischer Hinsicht sei der Film somit sehr gut.
Schuh fügt am Ende hinzu, dass von der „Julia Durant“-Reihe noch viel zu erwarten sei.
Tilmann P. Gangloff ist der Meinung, dass der zweite Film der Reihe kein Thriller mehr sei, sondern eher ein sehenswerter Krimi.
Gegensätzlich zu Schu schrieb Gangloff, dass die Umsetzung eher den Gepflogenheiten des durchschnittlichen Fernseh-Kriminalfilms entspreche. Die Geschichte sei jedoch ungewöhnlich. Ferner sei die Arbeit mit den Schauspielern sehr gut; das Ensemble der Dorfbewohner sei sehr treffend besetzt.

### Einschaltquote
Die Free-TV-Ausstrahlung auf Sat.1 am 14. Oktober 2019 erreichte 1,40 Millionen Zuschauer, was einem Marktanteil von 4,7 Prozent entsprach. Aus der werberelevanten Zielgruppe der 14- bis 49-Jährigen stammten 0,56 Millionen Zuschauer. Dies entsprach 6,5 Prozent Marktanteil.